# 9325 Stonehenge
9325 Stonehenge eller 1989 GG4 är en asteroid i huvudbältet som upptäcktes den 3 april 1989 av den belgiske astronomen Eric W. Elst vid La Silla-observatoriet. Den är uppkallad efter Stonehenge i England.
Den tillhör asteroidgruppen Vesta.